# Борид дижелеза
Борид дижелеза — бинарное неорганическое соединение, 
железа и бора с формулой Fe2B,
тетрагональные кристаллы.

## Получение
- Спекание стехиометрических количеств чистых веществ:

{\displaystyle {\mathsf {2Fe+B\ {\xrightarrow {900^{o}C}}\ Fe_{2}B}}}

## Физические свойства
Борид дижелеза образует кристаллы
тетрагональной сингонии,
пространственная группа I 4/mcm,
параметры ячейки a = 0,5099 нм, c = 0,4240 нм, Z = 4.
Не растворяется в воде.